# Neosparassus diana
Neosparassus diana là một loài nhện trong họ Sparassidae.
Loài này thuộc chi Neosparassus. Neosparassus diana được Ludwig Carl Christian Koch miêu tả năm 1875.